# Hans Anand Pant
Hans Anand Pant (* 1962 in Essen) ist ein deutscher Erziehungswissenschaftler, Hochschullehrer und seit 2022 Direktor der Abteilung Fachbezogener Erkenntnistransfer (FET) am Leibniz-Institut für die Pädagogik der Naturwissenschaften und Mathematik (IPN) in Kiel. Damit verbunden ist das Deutsche Zentrum für Lehrkräftebildung Mathematik.

## Leben und Wirken
Anand studierte seit 1983 Psychologie und Soziologie an der Philipps-Universität Marburg und promovierte 1998 zum Dr. phil in Psychologie an der FU Berlin mit einer Dissertation HIV-Infektionen bei Drogenkonsumenten. Sozialepidemiologische Befunde zur Ätiologie durch Metaanalysen und Primärdatenanalysen. Er erhielt den Ernst-Reuter-Preis der FU Berlin (Preis für die fachübergreifend beste Dissertation). Darauf wurde er dort Assistent bei Dieter Kleiber. 2003/04 war er Gastwissenschaftler und –dozent an der University of Michigan (Ann Arbor, USA), am Institute for Research on Women and Gender (Susan Nolen-Hoeksema) und an der Stanford University (Palo Alto, USA), Department of Psychology, Stanford Mood and Anxiety Disorders Laboratory (Ian Gotlib). Von 2007 bis 2010 war er wissenschaftlicher Leiter des Instituts für Schulqualität der Länder Berlin und Brandenburg (ISQ). Seit 2010 war er Professor für Erziehungswissenschaftliche Methodenlehre an der Humboldt-Universität zu Berlin und leitete mit Petra Stanat das Institut zur Qualitätsentwicklung im Bildungswesen (IQB) bis 2015. Seit 2011 war er in der Jury für den Deutschen Schulpreis der Robert-Bosch-Stiftung, von 2015 bis 2021 daneben Geschäftsführer der Deutschen Schulakademie dieser Stiftung. Im Oktober 2022 trat er die Stelle als Direktor am IPN an.
Zu den Arbeitsschwerpunkten gehören die Validität von Kompetenzmessung im Schul- und Hochschulbereich, Implementationsforschung und der Transfer von Innovationen im Bildungsbereich.
Auf dem Bildungsgipfel der Bundesbildungsministerin Stark-Watzinger im März 2023 in Berlin hielt Pant ein Impulsreferat über Bildungsgerechtigkeit: Lehrer müssten bei der Leistungsbeurteilung mit einem Mix dreier Gerechtigkeitsvorstellungen umgehen: mit Verteilungsgerechtigkeit, Anerkennungsgerechtigkeit und Teilhabegerechtigkeit. In den drei bisherigen Gutachten der Ständigen Wissenschaftlichen Kommission (SWK) der KMK herrsche die sogenannte Teilhabegerechtigkeit vor.

## Schriften
- mit Lena Schmitz und Toni Simon: Heterogene Lerngruppen und adaptive Lehrkompetenz. Skalenhandbuch zur Dokumentation des IHSA-Erhebungsinstruments. Waxmann, Münster 2020, ISBN 978-3-8309-4065-4.
- mit Olga Zlatkin-Troitschanskaia, M. Tepper, C. Lautenbach (Hrsg.): Student Learning in German Higher Education. Innovative Measurement Approaches and Research Results. Springer VS, Wiesbaden 2020, ISBN 978-3-8309-4065-4.
- mit Silvia-Iris Beutel: Lernen ohne Noten: Alternative Konzepte der Leistungsbeurteilung, Kohlhammer, Stuttgart 2019, ISBN 978-3-17-034270-5.
- mit Silvia-Iris Beutel und Katrin Höhmann: Handbuch Gute Schule. Sechs Qualitätsbereiche für eine zukunftsweisende Praxis. 2. Auflage. Kallmeyer, Seelze 2017, ISBN 978-3-7727-1064-3.
- mit Olga Zlatkin-Troitschanskaia u. a.: Modeling and Measuring Competencies in Higher Education Approaches to Challenges in Higher Education Policy and Practice. Springer VS, Wiesbaden 2017, ISBN 978-3-658-15485-1.
- mit Dirk Richter: Lehrerkooperation in Deutschland. Eine Studie zu kooperativen Arbeitsbeziehungen bei Lehrkräften der Sekundarstufe I. Bertelsmann Stiftung, Gütersloh 2016.
- mit Petra Stanat: Inklusion von Schülerinnen und Schülern mit sonderpädagogischem Förderbedarf in Schulleistungserhebungen. Springer VS, 2015, ISBN 978-3-658-06603-1.

## Einzelbelege
1. ↑  Welcome | The Institute for Research on Women and Gender. Abgerufen am 25. Oktober 2022.
2. ↑  Werdegang / Dr. Hans Anand Pant. 31. August 2006, abgerufen am 24. Oktober 2022.
3. ↑  Lebenslauf Prof. Dr. Hans Anand Pant. HU Berlin, abgerufen am 24. Oktober 2022.
4. ↑  Redaktion: BMBF LS5 Internetredaktion: BMBF-Bildungsforschungstagung - BMBF Empirische Bildungsforschung. Abgerufen am 15. März 2023.
5. ↑  Heike Schmoll, Berlin: Bildungsgipfel in Berlin: Ein Treffen im kleinsten Kreis. In: FAZ.NET. ISSN 0174-4909 (faz.net [abgerufen am 15. März 2023]).

| Personendaten    | Personendaten              |
| ---------------- | -------------------------- |
| NAME             | Pant, Hans Anand           |
| ALTERNATIVNAMEN  | Pant, Hans A.              |
| KURZBESCHREIBUNG | deutscher Bildungsforscher |
| GEBURTSDATUM     | 1962                       |
| GEBURTSORT       | Essen                      |